# Apeadeiro de Areia-Darque

Mapa da Linha do Minho. O Apeadeiro de Areia-Darque aparece entre as estações de Viana do Castelo e Darque.

O Apeadeiro de Areia-Darque é uma gare da Linha do Minho, que serve as localidades de Darque e Areia, no concelho de Viana do Castelo, em Portugal.

## História
Esta interface encontra-se no troço da Linha do Minho entre as estações de Darque e Caminha, que entrou ao serviço no dia 1 de Julho de 1878.